# Georg Wilhelm von dem Bussche

Wappen der Familie von dem Bussche

Georg Wilhelm Freiherr von dem Bussche-Haddenhausen (* 19. Juli 1726 in Minden; † 11. Dezember 1794) war ein braunschweigisch-lüneburgischer General der Infanterie.

## Leben

### Herkunft
Georg Wilhelm entstammte dem westfälischen Adelsgeschlecht von dem Bussche. Sein Vater, ein Neffe des Lebrecht von dem Bussche, war der Freiherr Hilmar Albrecht von dem Bussche (1689–1726), preußischer Geheimer Justizrats und Domküsters in Minden. Seine Mutter Anna Dorothea, war eine geborene von Vincke (1691–1763).

### Militärkarriere
Nach dem frühen Tode des Vaters, kam er als Page des Königs Georg II. nach Hannover und trat 1743 in den dortigen Militärdienst ein. Nach und nach durchstieg er die Ränge, wurde 1759 zum Major, 1762 zum Oberstleutnant, 1776 zum Oberst, 1778 zum Generalmajor, 1783 zum Inspekteur der Infanterie, 1788 zum Generalleutnant und 1793 zum General der Infanterie ernannt. Von seinem Eintritte in den Militärdienst an, nahm er an allen Feldzügen und den bedeutenderen Gefechten des hannoverschen Heeres jener Zeit teil. Zunächst kämpfte er im österreichischen Erbfolgekrieg und dann im Siebenjährigen Krieg. Er zeichnete sich besonders 1759 in der Schlacht bei Minden und 1762 im Gefecht bei Lutterberg aus. Im Jahr 1775, als sich der Ausbruch des Amerikanischen Unabhängigkeitskrieges abzeichnete, erhielt er das Kommando eines der nach Gibraltar bestimmten hannoverschen Bataillone, musste dieses jedoch in Veranlassung seiner Beförderung zum Oberst abgeben. Kommandeur des Unternehmens wurde damals August de la Motte.
Der Ausbruch des Krieges gegen Frankreich 1792 war für ihn die nächste Möglichkeit. Er erhielt 1793 das Kommando über das nach Kassel beorderten hannoversche Reichskontingent. Als bald darauf in Folge der Kriegserklärung Frankreichs gegen Holland und England am 1. Februar 1793 die hannoversche Armee mit der englischen unter dem Herzog von York vereinigt wurde, erhielt er den Befehl über die 1. Division. In diesen Feldzug fiel seine wichtigste Tat; die Erstürmung von Rexponde am 6. September 1793 zur Befreiung des verwundeten und in französische Gefangenschaft geratenen Feldmarschalls Wilhelm von Freytag. Gleich ausgezeichnet war sein Verhalten in den Gefechten bei Courtrai am 26. April, bei Coighem am 10. Mai, in der Schlacht bei Tourcoing am 17. und 18. Mai sowie im Gefecht bei Dorf Pont-à-Chin (Schlacht bei Tournai) am 22. Mai 1794. In einem kleineren Gefecht bei der Verteidigung der Waallinie am 11. Dezember 1794 riss ihm eine Kanonenkugel die rechte Hand fort; sein Tod erfolgte bald darauf. Am 14. Dezember wurde er in der Kathedrale von Arnheim beigesetzt.

### Familie
Bussche heiratete 1764 Auguste von dem Bussche-Hünnefeld (1745–1765). Nach ihrem frühen Tod heiratete er 1769 Dorothea Friederike von Hammerstein-Equord (1741–1777), Tochter von Euphemia Louise von Schlippenbach (1698–1763) und Hans Werner von Hammerstein-Equord (1696–1787). Aus der Ehe stammten:
- Auguste Dorothea (1765–1805) ⚭ 1783 Ernst Bodo von Alten Wilkenburg
- Clamor Werner (1770–1774)
- Georg (1771–1813) ⚭ Cäcilie von Klencke (1780–1838)
- Ludwig August Friedrich (1772–1852), hannoverscher General ⚭ 1819 Elise de Malortie de Bimont (1802–1862)
- Werner Christoph (1773–1842), hannoverscher Generalmajor

⚭ Jeannette von Ingersleben verwitwete von Rehden
⚭ 1831 Minona Solzio (* 1803)
- Hans (1774–1851), hannoverscher General der Infanterie ⚭ Emma von Lenthe (1801–1882)[2]
- Wilhelm Philipp (* 1775; † Jung)
- Dorothea Luise (1777–1846) ⚭ 1802 Friedrich von Hammerstein-Equord († 1851), Oberst und Oberforstmeister